# Rob Partridge
Rob Partridge, född 2 juni 1948, död 26 november 2008, var en brittisk musikjournalist.
År 1977 slutade han med journalistiken och blev presschef för Island Records. 
År 1987 blev han styrelseledamot i Island Records och tog över dotterbolaget, Antilles, där han hjälpte musiker som Andy Sheppard och Courtney Pine med deras karriärer. Han dog av cancer 2008.